# Шах — не-шах тема
Тема шах — не-шах — тема в шаховій композиції. Суть теми — в різних фазах одні і ті ж ходи чорних фігур змінюють свій характер: в одній фазі вони проходять з шахами білому королю, а в наступній фазі — без шахів, стаючи тихими ходами.

## Історія
Під час роботи над певними задумами шахові композитори побачили цікаву можливість одних і тих же ходів у різних фазах задачі. В одній фазі, наприклад, ілюзорній грі, ходи чорних фігур є з оголошенням шаху білому королю, а в рішенні ці ж ходи, створюючи варіанти гри, стають тихими, тобто без шахів білому королю.
Ідея дістала назву — тема шах — не-шах. Ця тема є антипод іншої теми — не-шах — шах. На першому командному чемпіонаті світу з шахової композиції було завдання — реалізувати синтез обох споріднених тем, і в описі було сформульовано це завдання: шах в одній фазі стає тихим ходом в іншій фазі і навпаки.
|   | a | b | c | d | e | f | g | h |   |
| 8 | c8 біла тура · d8 чорний кінь · f8 білий слон · a7 чорний ферзь · a6 білий кінь · c6 чорний пішак · d6 білий пішак · e6 білий пішак · b5 білий слон · c5 білий пішак · d5 чорний король · f5 білий пішак · c4 біла тура · g4 білий кінь · c3 чорний слон · e3 білий король · d2 чорний кінь · e2 білий ферзь · f1 чорний слон | c8 біла тура · d8 чорний кінь · f8 білий слон · a7 чорний ферзь · a6 білий кінь · c6 чорний пішак · d6 білий пішак · e6 білий пішак · b5 білий слон · c5 білий пішак · d5 чорний король · f5 білий пішак · c4 біла тура · g4 білий кінь · c3 чорний слон · e3 білий король · d2 чорний кінь · e2 білий ферзь · f1 чорний слон | c8 біла тура · d8 чорний кінь · f8 білий слон · a7 чорний ферзь · a6 білий кінь · c6 чорний пішак · d6 білий пішак · e6 білий пішак · b5 білий слон · c5 білий пішак · d5 чорний король · f5 білий пішак · c4 біла тура · g4 білий кінь · c3 чорний слон · e3 білий король · d2 чорний кінь · e2 білий ферзь · f1 чорний слон | c8 біла тура · d8 чорний кінь · f8 білий слон · a7 чорний ферзь · a6 білий кінь · c6 чорний пішак · d6 білий пішак · e6 білий пішак · b5 білий слон · c5 білий пішак · d5 чорний король · f5 білий пішак · c4 біла тура · g4 білий кінь · c3 чорний слон · e3 білий король · d2 чорний кінь · e2 білий ферзь · f1 чорний слон | c8 біла тура · d8 чорний кінь · f8 білий слон · a7 чорний ферзь · a6 білий кінь · c6 чорний пішак · d6 білий пішак · e6 білий пішак · b5 білий слон · c5 білий пішак · d5 чорний король · f5 білий пішак · c4 біла тура · g4 білий кінь · c3 чорний слон · e3 білий король · d2 чорний кінь · e2 білий ферзь · f1 чорний слон | c8 біла тура · d8 чорний кінь · f8 білий слон · a7 чорний ферзь · a6 білий кінь · c6 чорний пішак · d6 білий пішак · e6 білий пішак · b5 білий слон · c5 білий пішак · d5 чорний король · f5 білий пішак · c4 біла тура · g4 білий кінь · c3 чорний слон · e3 білий король · d2 чорний кінь · e2 білий ферзь · f1 чорний слон | c8 біла тура · d8 чорний кінь · f8 білий слон · a7 чорний ферзь · a6 білий кінь · c6 чорний пішак · d6 білий пішак · e6 білий пішак · b5 білий слон · c5 білий пішак · d5 чорний король · f5 білий пішак · c4 біла тура · g4 білий кінь · c3 чорний слон · e3 білий король · d2 чорний кінь · e2 білий ферзь · f1 чорний слон | c8 біла тура · d8 чорний кінь · f8 білий слон · a7 чорний ферзь · a6 білий кінь · c6 чорний пішак · d6 білий пішак · e6 білий пішак · b5 білий слон · c5 білий пішак · d5 чорний король · f5 білий пішак · c4 біла тура · g4 білий кінь · c3 чорний слон · e3 білий король · d2 чорний кінь · e2 білий ферзь · f1 чорний слон | 8 |
| 7 | c8 біла тура · d8 чорний кінь · f8 білий слон · a7 чорний ферзь · a6 білий кінь · c6 чорний пішак · d6 білий пішак · e6 білий пішак · b5 білий слон · c5 білий пішак · d5 чорний король · f5 білий пішак · c4 біла тура · g4 білий кінь · c3 чорний слон · e3 білий король · d2 чорний кінь · e2 білий ферзь · f1 чорний слон | c8 біла тура · d8 чорний кінь · f8 білий слон · a7 чорний ферзь · a6 білий кінь · c6 чорний пішак · d6 білий пішак · e6 білий пішак · b5 білий слон · c5 білий пішак · d5 чорний король · f5 білий пішак · c4 біла тура · g4 білий кінь · c3 чорний слон · e3 білий король · d2 чорний кінь · e2 білий ферзь · f1 чорний слон | c8 біла тура · d8 чорний кінь · f8 білий слон · a7 чорний ферзь · a6 білий кінь · c6 чорний пішак · d6 білий пішак · e6 білий пішак · b5 білий слон · c5 білий пішак · d5 чорний король · f5 білий пішак · c4 біла тура · g4 білий кінь · c3 чорний слон · e3 білий король · d2 чорний кінь · e2 білий ферзь · f1 чорний слон | c8 біла тура · d8 чорний кінь · f8 білий слон · a7 чорний ферзь · a6 білий кінь · c6 чорний пішак · d6 білий пішак · e6 білий пішак · b5 білий слон · c5 білий пішак · d5 чорний король · f5 білий пішак · c4 біла тура · g4 білий кінь · c3 чорний слон · e3 білий король · d2 чорний кінь · e2 білий ферзь · f1 чорний слон | c8 біла тура · d8 чорний кінь · f8 білий слон · a7 чорний ферзь · a6 білий кінь · c6 чорний пішак · d6 білий пішак · e6 білий пішак · b5 білий слон · c5 білий пішак · d5 чорний король · f5 білий пішак · c4 біла тура · g4 білий кінь · c3 чорний слон · e3 білий король · d2 чорний кінь · e2 білий ферзь · f1 чорний слон | c8 біла тура · d8 чорний кінь · f8 білий слон · a7 чорний ферзь · a6 білий кінь · c6 чорний пішак · d6 білий пішак · e6 білий пішак · b5 білий слон · c5 білий пішак · d5 чорний король · f5 білий пішак · c4 біла тура · g4 білий кінь · c3 чорний слон · e3 білий король · d2 чорний кінь · e2 білий ферзь · f1 чорний слон | c8 біла тура · d8 чорний кінь · f8 білий слон · a7 чорний ферзь · a6 білий кінь · c6 чорний пішак · d6 білий пішак · e6 білий пішак · b5 білий слон · c5 білий пішак · d5 чорний король · f5 білий пішак · c4 біла тура · g4 білий кінь · c3 чорний слон · e3 білий король · d2 чорний кінь · e2 білий ферзь · f1 чорний слон | c8 біла тура · d8 чорний кінь · f8 білий слон · a7 чорний ферзь · a6 білий кінь · c6 чорний пішак · d6 білий пішак · e6 білий пішак · b5 білий слон · c5 білий пішак · d5 чорний король · f5 білий пішак · c4 біла тура · g4 білий кінь · c3 чорний слон · e3 білий король · d2 чорний кінь · e2 білий ферзь · f1 чорний слон | 7 |
| 6 | c8 біла тура · d8 чорний кінь · f8 білий слон · a7 чорний ферзь · a6 білий кінь · c6 чорний пішак · d6 білий пішак · e6 білий пішак · b5 білий слон · c5 білий пішак · d5 чорний король · f5 білий пішак · c4 біла тура · g4 білий кінь · c3 чорний слон · e3 білий король · d2 чорний кінь · e2 білий ферзь · f1 чорний слон | c8 біла тура · d8 чорний кінь · f8 білий слон · a7 чорний ферзь · a6 білий кінь · c6 чорний пішак · d6 білий пішак · e6 білий пішак · b5 білий слон · c5 білий пішак · d5 чорний король · f5 білий пішак · c4 біла тура · g4 білий кінь · c3 чорний слон · e3 білий король · d2 чорний кінь · e2 білий ферзь · f1 чорний слон | c8 біла тура · d8 чорний кінь · f8 білий слон · a7 чорний ферзь · a6 білий кінь · c6 чорний пішак · d6 білий пішак · e6 білий пішак · b5 білий слон · c5 білий пішак · d5 чорний король · f5 білий пішак · c4 біла тура · g4 білий кінь · c3 чорний слон · e3 білий король · d2 чорний кінь · e2 білий ферзь · f1 чорний слон | c8 біла тура · d8 чорний кінь · f8 білий слон · a7 чорний ферзь · a6 білий кінь · c6 чорний пішак · d6 білий пішак · e6 білий пішак · b5 білий слон · c5 білий пішак · d5 чорний король · f5 білий пішак · c4 біла тура · g4 білий кінь · c3 чорний слон · e3 білий король · d2 чорний кінь · e2 білий ферзь · f1 чорний слон | c8 біла тура · d8 чорний кінь · f8 білий слон · a7 чорний ферзь · a6 білий кінь · c6 чорний пішак · d6 білий пішак · e6 білий пішак · b5 білий слон · c5 білий пішак · d5 чорний король · f5 білий пішак · c4 біла тура · g4 білий кінь · c3 чорний слон · e3 білий король · d2 чорний кінь · e2 білий ферзь · f1 чорний слон | c8 біла тура · d8 чорний кінь · f8 білий слон · a7 чорний ферзь · a6 білий кінь · c6 чорний пішак · d6 білий пішак · e6 білий пішак · b5 білий слон · c5 білий пішак · d5 чорний король · f5 білий пішак · c4 біла тура · g4 білий кінь · c3 чорний слон · e3 білий король · d2 чорний кінь · e2 білий ферзь · f1 чорний слон | c8 біла тура · d8 чорний кінь · f8 білий слон · a7 чорний ферзь · a6 білий кінь · c6 чорний пішак · d6 білий пішак · e6 білий пішак · b5 білий слон · c5 білий пішак · d5 чорний король · f5 білий пішак · c4 біла тура · g4 білий кінь · c3 чорний слон · e3 білий король · d2 чорний кінь · e2 білий ферзь · f1 чорний слон | c8 біла тура · d8 чорний кінь · f8 білий слон · a7 чорний ферзь · a6 білий кінь · c6 чорний пішак · d6 білий пішак · e6 білий пішак · b5 білий слон · c5 білий пішак · d5 чорний король · f5 білий пішак · c4 біла тура · g4 білий кінь · c3 чорний слон · e3 білий король · d2 чорний кінь · e2 білий ферзь · f1 чорний слон | 6 |
| 5 | c8 біла тура · d8 чорний кінь · f8 білий слон · a7 чорний ферзь · a6 білий кінь · c6 чорний пішак · d6 білий пішак · e6 білий пішак · b5 білий слон · c5 білий пішак · d5 чорний король · f5 білий пішак · c4 біла тура · g4 білий кінь · c3 чорний слон · e3 білий король · d2 чорний кінь · e2 білий ферзь · f1 чорний слон | c8 біла тура · d8 чорний кінь · f8 білий слон · a7 чорний ферзь · a6 білий кінь · c6 чорний пішак · d6 білий пішак · e6 білий пішак · b5 білий слон · c5 білий пішак · d5 чорний король · f5 білий пішак · c4 біла тура · g4 білий кінь · c3 чорний слон · e3 білий король · d2 чорний кінь · e2 білий ферзь · f1 чорний слон | c8 біла тура · d8 чорний кінь · f8 білий слон · a7 чорний ферзь · a6 білий кінь · c6 чорний пішак · d6 білий пішак · e6 білий пішак · b5 білий слон · c5 білий пішак · d5 чорний король · f5 білий пішак · c4 біла тура · g4 білий кінь · c3 чорний слон · e3 білий король · d2 чорний кінь · e2 білий ферзь · f1 чорний слон | c8 біла тура · d8 чорний кінь · f8 білий слон · a7 чорний ферзь · a6 білий кінь · c6 чорний пішак · d6 білий пішак · e6 білий пішак · b5 білий слон · c5 білий пішак · d5 чорний король · f5 білий пішак · c4 біла тура · g4 білий кінь · c3 чорний слон · e3 білий король · d2 чорний кінь · e2 білий ферзь · f1 чорний слон | c8 біла тура · d8 чорний кінь · f8 білий слон · a7 чорний ферзь · a6 білий кінь · c6 чорний пішак · d6 білий пішак · e6 білий пішак · b5 білий слон · c5 білий пішак · d5 чорний король · f5 білий пішак · c4 біла тура · g4 білий кінь · c3 чорний слон · e3 білий король · d2 чорний кінь · e2 білий ферзь · f1 чорний слон | c8 біла тура · d8 чорний кінь · f8 білий слон · a7 чорний ферзь · a6 білий кінь · c6 чорний пішак · d6 білий пішак · e6 білий пішак · b5 білий слон · c5 білий пішак · d5 чорний король · f5 білий пішак · c4 біла тура · g4 білий кінь · c3 чорний слон · e3 білий король · d2 чорний кінь · e2 білий ферзь · f1 чорний слон | c8 біла тура · d8 чорний кінь · f8 білий слон · a7 чорний ферзь · a6 білий кінь · c6 чорний пішак · d6 білий пішак · e6 білий пішак · b5 білий слон · c5 білий пішак · d5 чорний король · f5 білий пішак · c4 біла тура · g4 білий кінь · c3 чорний слон · e3 білий король · d2 чорний кінь · e2 білий ферзь · f1 чорний слон | c8 біла тура · d8 чорний кінь · f8 білий слон · a7 чорний ферзь · a6 білий кінь · c6 чорний пішак · d6 білий пішак · e6 білий пішак · b5 білий слон · c5 білий пішак · d5 чорний король · f5 білий пішак · c4 біла тура · g4 білий кінь · c3 чорний слон · e3 білий король · d2 чорний кінь · e2 білий ферзь · f1 чорний слон | 5 |
| 4 | c8 біла тура · d8 чорний кінь · f8 білий слон · a7 чорний ферзь · a6 білий кінь · c6 чорний пішак · d6 білий пішак · e6 білий пішак · b5 білий слон · c5 білий пішак · d5 чорний король · f5 білий пішак · c4 біла тура · g4 білий кінь · c3 чорний слон · e3 білий король · d2 чорний кінь · e2 білий ферзь · f1 чорний слон | c8 біла тура · d8 чорний кінь · f8 білий слон · a7 чорний ферзь · a6 білий кінь · c6 чорний пішак · d6 білий пішак · e6 білий пішак · b5 білий слон · c5 білий пішак · d5 чорний король · f5 білий пішак · c4 біла тура · g4 білий кінь · c3 чорний слон · e3 білий король · d2 чорний кінь · e2 білий ферзь · f1 чорний слон | c8 біла тура · d8 чорний кінь · f8 білий слон · a7 чорний ферзь · a6 білий кінь · c6 чорний пішак · d6 білий пішак · e6 білий пішак · b5 білий слон · c5 білий пішак · d5 чорний король · f5 білий пішак · c4 біла тура · g4 білий кінь · c3 чорний слон · e3 білий король · d2 чорний кінь · e2 білий ферзь · f1 чорний слон | c8 біла тура · d8 чорний кінь · f8 білий слон · a7 чорний ферзь · a6 білий кінь · c6 чорний пішак · d6 білий пішак · e6 білий пішак · b5 білий слон · c5 білий пішак · d5 чорний король · f5 білий пішак · c4 біла тура · g4 білий кінь · c3 чорний слон · e3 білий король · d2 чорний кінь · e2 білий ферзь · f1 чорний слон | c8 біла тура · d8 чорний кінь · f8 білий слон · a7 чорний ферзь · a6 білий кінь · c6 чорний пішак · d6 білий пішак · e6 білий пішак · b5 білий слон · c5 білий пішак · d5 чорний король · f5 білий пішак · c4 біла тура · g4 білий кінь · c3 чорний слон · e3 білий король · d2 чорний кінь · e2 білий ферзь · f1 чорний слон | c8 біла тура · d8 чорний кінь · f8 білий слон · a7 чорний ферзь · a6 білий кінь · c6 чорний пішак · d6 білий пішак · e6 білий пішак · b5 білий слон · c5 білий пішак · d5 чорний король · f5 білий пішак · c4 біла тура · g4 білий кінь · c3 чорний слон · e3 білий король · d2 чорний кінь · e2 білий ферзь · f1 чорний слон | c8 біла тура · d8 чорний кінь · f8 білий слон · a7 чорний ферзь · a6 білий кінь · c6 чорний пішак · d6 білий пішак · e6 білий пішак · b5 білий слон · c5 білий пішак · d5 чорний король · f5 білий пішак · c4 біла тура · g4 білий кінь · c3 чорний слон · e3 білий король · d2 чорний кінь · e2 білий ферзь · f1 чорний слон | c8 біла тура · d8 чорний кінь · f8 білий слон · a7 чорний ферзь · a6 білий кінь · c6 чорний пішак · d6 білий пішак · e6 білий пішак · b5 білий слон · c5 білий пішак · d5 чорний король · f5 білий пішак · c4 біла тура · g4 білий кінь · c3 чорний слон · e3 білий король · d2 чорний кінь · e2 білий ферзь · f1 чорний слон | 4 |
| 3 | c8 біла тура · d8 чорний кінь · f8 білий слон · a7 чорний ферзь · a6 білий кінь · c6 чорний пішак · d6 білий пішак · e6 білий пішак · b5 білий слон · c5 білий пішак · d5 чорний король · f5 білий пішак · c4 біла тура · g4 білий кінь · c3 чорний слон · e3 білий король · d2 чорний кінь · e2 білий ферзь · f1 чорний слон | c8 біла тура · d8 чорний кінь · f8 білий слон · a7 чорний ферзь · a6 білий кінь · c6 чорний пішак · d6 білий пішак · e6 білий пішак · b5 білий слон · c5 білий пішак · d5 чорний король · f5 білий пішак · c4 біла тура · g4 білий кінь · c3 чорний слон · e3 білий король · d2 чорний кінь · e2 білий ферзь · f1 чорний слон | c8 біла тура · d8 чорний кінь · f8 білий слон · a7 чорний ферзь · a6 білий кінь · c6 чорний пішак · d6 білий пішак · e6 білий пішак · b5 білий слон · c5 білий пішак · d5 чорний король · f5 білий пішак · c4 біла тура · g4 білий кінь · c3 чорний слон · e3 білий король · d2 чорний кінь · e2 білий ферзь · f1 чорний слон | c8 біла тура · d8 чорний кінь · f8 білий слон · a7 чорний ферзь · a6 білий кінь · c6 чорний пішак · d6 білий пішак · e6 білий пішак · b5 білий слон · c5 білий пішак · d5 чорний король · f5 білий пішак · c4 біла тура · g4 білий кінь · c3 чорний слон · e3 білий король · d2 чорний кінь · e2 білий ферзь · f1 чорний слон | c8 біла тура · d8 чорний кінь · f8 білий слон · a7 чорний ферзь · a6 білий кінь · c6 чорний пішак · d6 білий пішак · e6 білий пішак · b5 білий слон · c5 білий пішак · d5 чорний король · f5 білий пішак · c4 біла тура · g4 білий кінь · c3 чорний слон · e3 білий король · d2 чорний кінь · e2 білий ферзь · f1 чорний слон | c8 біла тура · d8 чорний кінь · f8 білий слон · a7 чорний ферзь · a6 білий кінь · c6 чорний пішак · d6 білий пішак · e6 білий пішак · b5 білий слон · c5 білий пішак · d5 чорний король · f5 білий пішак · c4 біла тура · g4 білий кінь · c3 чорний слон · e3 білий король · d2 чорний кінь · e2 білий ферзь · f1 чорний слон | c8 біла тура · d8 чорний кінь · f8 білий слон · a7 чорний ферзь · a6 білий кінь · c6 чорний пішак · d6 білий пішак · e6 білий пішак · b5 білий слон · c5 білий пішак · d5 чорний король · f5 білий пішак · c4 біла тура · g4 білий кінь · c3 чорний слон · e3 білий король · d2 чорний кінь · e2 білий ферзь · f1 чорний слон | c8 біла тура · d8 чорний кінь · f8 білий слон · a7 чорний ферзь · a6 білий кінь · c6 чорний пішак · d6 білий пішак · e6 білий пішак · b5 білий слон · c5 білий пішак · d5 чорний король · f5 білий пішак · c4 біла тура · g4 білий кінь · c3 чорний слон · e3 білий король · d2 чорний кінь · e2 білий ферзь · f1 чорний слон | 3 |
| 2 | c8 біла тура · d8 чорний кінь · f8 білий слон · a7 чорний ферзь · a6 білий кінь · c6 чорний пішак · d6 білий пішак · e6 білий пішак · b5 білий слон · c5 білий пішак · d5 чорний король · f5 білий пішак · c4 біла тура · g4 білий кінь · c3 чорний слон · e3 білий король · d2 чорний кінь · e2 білий ферзь · f1 чорний слон | c8 біла тура · d8 чорний кінь · f8 білий слон · a7 чорний ферзь · a6 білий кінь · c6 чорний пішак · d6 білий пішак · e6 білий пішак · b5 білий слон · c5 білий пішак · d5 чорний король · f5 білий пішак · c4 біла тура · g4 білий кінь · c3 чорний слон · e3 білий король · d2 чорний кінь · e2 білий ферзь · f1 чорний слон | c8 біла тура · d8 чорний кінь · f8 білий слон · a7 чорний ферзь · a6 білий кінь · c6 чорний пішак · d6 білий пішак · e6 білий пішак · b5 білий слон · c5 білий пішак · d5 чорний король · f5 білий пішак · c4 біла тура · g4 білий кінь · c3 чорний слон · e3 білий король · d2 чорний кінь · e2 білий ферзь · f1 чорний слон | c8 біла тура · d8 чорний кінь · f8 білий слон · a7 чорний ферзь · a6 білий кінь · c6 чорний пішак · d6 білий пішак · e6 білий пішак · b5 білий слон · c5 білий пішак · d5 чорний король · f5 білий пішак · c4 біла тура · g4 білий кінь · c3 чорний слон · e3 білий король · d2 чорний кінь · e2 білий ферзь · f1 чорний слон | c8 біла тура · d8 чорний кінь · f8 білий слон · a7 чорний ферзь · a6 білий кінь · c6 чорний пішак · d6 білий пішак · e6 білий пішак · b5 білий слон · c5 білий пішак · d5 чорний король · f5 білий пішак · c4 біла тура · g4 білий кінь · c3 чорний слон · e3 білий король · d2 чорний кінь · e2 білий ферзь · f1 чорний слон | c8 біла тура · d8 чорний кінь · f8 білий слон · a7 чорний ферзь · a6 білий кінь · c6 чорний пішак · d6 білий пішак · e6 білий пішак · b5 білий слон · c5 білий пішак · d5 чорний король · f5 білий пішак · c4 біла тура · g4 білий кінь · c3 чорний слон · e3 білий король · d2 чорний кінь · e2 білий ферзь · f1 чорний слон | c8 біла тура · d8 чорний кінь · f8 білий слон · a7 чорний ферзь · a6 білий кінь · c6 чорний пішак · d6 білий пішак · e6 білий пішак · b5 білий слон · c5 білий пішак · d5 чорний король · f5 білий пішак · c4 біла тура · g4 білий кінь · c3 чорний слон · e3 білий король · d2 чорний кінь · e2 білий ферзь · f1 чорний слон | c8 біла тура · d8 чорний кінь · f8 білий слон · a7 чорний ферзь · a6 білий кінь · c6 чорний пішак · d6 білий пішак · e6 білий пішак · b5 білий слон · c5 білий пішак · d5 чорний король · f5 білий пішак · c4 біла тура · g4 білий кінь · c3 чорний слон · e3 білий король · d2 чорний кінь · e2 білий ферзь · f1 чорний слон | 2 |
| 1 | c8 біла тура · d8 чорний кінь · f8 білий слон · a7 чорний ферзь · a6 білий кінь · c6 чорний пішак · d6 білий пішак · e6 білий пішак · b5 білий слон · c5 білий пішак · d5 чорний король · f5 білий пішак · c4 біла тура · g4 білий кінь · c3 чорний слон · e3 білий король · d2 чорний кінь · e2 білий ферзь · f1 чорний слон | c8 біла тура · d8 чорний кінь · f8 білий слон · a7 чорний ферзь · a6 білий кінь · c6 чорний пішак · d6 білий пішак · e6 білий пішак · b5 білий слон · c5 білий пішак · d5 чорний король · f5 білий пішак · c4 біла тура · g4 білий кінь · c3 чорний слон · e3 білий король · d2 чорний кінь · e2 білий ферзь · f1 чорний слон | c8 біла тура · d8 чорний кінь · f8 білий слон · a7 чорний ферзь · a6 білий кінь · c6 чорний пішак · d6 білий пішак · e6 білий пішак · b5 білий слон · c5 білий пішак · d5 чорний король · f5 білий пішак · c4 біла тура · g4 білий кінь · c3 чорний слон · e3 білий король · d2 чорний кінь · e2 білий ферзь · f1 чорний слон | c8 біла тура · d8 чорний кінь · f8 білий слон · a7 чорний ферзь · a6 білий кінь · c6 чорний пішак · d6 білий пішак · e6 білий пішак · b5 білий слон · c5 білий пішак · d5 чорний король · f5 білий пішак · c4 біла тура · g4 білий кінь · c3 чорний слон · e3 білий король · d2 чорний кінь · e2 білий ферзь · f1 чорний слон | c8 біла тура · d8 чорний кінь · f8 білий слон · a7 чорний ферзь · a6 білий кінь · c6 чорний пішак · d6 білий пішак · e6 білий пішак · b5 білий слон · c5 білий пішак · d5 чорний король · f5 білий пішак · c4 біла тура · g4 білий кінь · c3 чорний слон · e3 білий король · d2 чорний кінь · e2 білий ферзь · f1 чорний слон | c8 біла тура · d8 чорний кінь · f8 білий слон · a7 чорний ферзь · a6 білий кінь · c6 чорний пішак · d6 білий пішак · e6 білий пішак · b5 білий слон · c5 білий пішак · d5 чорний король · f5 білий пішак · c4 біла тура · g4 білий кінь · c3 чорний слон · e3 білий король · d2 чорний кінь · e2 білий ферзь · f1 чорний слон | c8 біла тура · d8 чорний кінь · f8 білий слон · a7 чорний ферзь · a6 білий кінь · c6 чорний пішак · d6 білий пішак · e6 білий пішак · b5 білий слон · c5 білий пішак · d5 чорний король · f5 білий пішак · c4 біла тура · g4 білий кінь · c3 чорний слон · e3 білий король · d2 чорний кінь · e2 білий ферзь · f1 чорний слон | c8 біла тура · d8 чорний кінь · f8 білий слон · a7 чорний ферзь · a6 білий кінь · c6 чорний пішак · d6 білий пішак · e6 білий пішак · b5 білий слон · c5 білий пішак · d5 чорний король · f5 білий пішак · c4 біла тура · g4 білий кінь · c3 чорний слон · e3 білий король · d2 чорний кінь · e2 білий ферзь · f1 чорний слон | 1 |
|   | a | b | c | d | e | f | g | h |   |

1. ... D:c5+ 2. Tc5#
1. ... Ld4+   2. Td4#
1. ... S:c4+  2. L:c4#
1. ... Le5     2. Sb4#
1. ... Se6     2. Lc6#
1. Kf4! ~ 2. Se3#
1. ... D:c5  2. Sc7#
1. ... Ld4   2. Sb4#
1. ... S:c4  2. De4# 
1. ... Le5+ 2. D:e5#
1. ... S:e6+ 2. D:e6#
Додатково пройшла переміна 5-ти матів.